# Ален Эме Ньямитве
Ален Эме Ньямитве (рунди и фр. Alain Aimé Nyamitwe; 1971, Бужумбура-Мери) — бурундийский государственный и политический деятель, дипломат, в мае 2015-апреле 2018 года занимал пост министра иностранных дел Бурунди (Министра внешних сношений и международного сотрудничества Республики Бурунди).
Старший брат Вилли Ньямитве, советника президента Бурунди по специальным коммуникациям. Окончил Лувенский католический университет. Занимал различные дипломатические должности, в том числе посла Бурунди в Эфиопии. Возглавил МИД страны после министерских перестановок, последовавших в мае 2015 года, вскоре после неудавшейся попытки государственного переворота во время волнений в Бурунди в 2015 году. На посту министра сменил Лорана Кавакуре.